# Progetto Baraldi-Baruffini
Il progetto Baraldi-Baruffini fu il piano di riforma del campionato italiano di calcio preparato nel 1913 dai vicepresidenti della FIGC, signori Baraldi e Baruffini, come correttivo del precedente progetto Valvassori-Faroppa.

## Storia
Nel campionato italiano 1912-13, il primo in cui venne stabilita la retrocessione, si qualificarono all'ultimo posto dei rispettivi gironi del campionato dell'Italia settentrionale il Racing Libertas con 1 punto nel girone lombardo-ligure, la Juventus con 3 punti nel girone piemontese, e il Modena con 1 punto nel girone veneto-emiliano. Secondo il vigente progetto Valvassori-Faroppa, queste tre squadre sarebbero dovute retrocedere in Promozione, ma l'applicazione del regolamento diede adito alle proteste dei loro dirigenti che rifiutarono di iscriversi al campionato. Il punto del contendere ruotava intorno alla norma che prevedeva la retrocessione dell'ultima classificata di ogni regione, combinata con quella che stabiliva in sei club l'organico sempre di ogni regione, se non che il torneo fu strutturato su sole tre sezioni. La confusione fu alimentata da vari comitati regionali i quali, nell'organizzare la propria Promozione, deliberarono promozioni supplementari per completare i propri organici territoriali. Su queste basi, i vertici del Racing Libertas si appigliarono all'opinione secondo cui, per selezionare sei club lombardi, si sarebbe potuto benissimo ripescare quel club anziché cercare fra i cadetti, mentre per la società del Modena l'argomentazione fu ancora più facile, perché sei squadre emiliane neanche esistevano, tanto che la locale Promozione non era stata neppure attivata. Per la Juventus, invece, la situazione era più complicata: infatti, essendo il Piemonte l'unica regione già uniformata al regolamento organico, non sussistevano impedimenti per l'Alessandria, vincitrice della locale cadetteria, a ottenere un posto nella massima divisione nazionale a scapito dei bianconeri. Nella società torinese si indisse al riguardo un'assemblea in cui i toni divennero subito accesissimi, tanto da ventilare lo scioglimento della società e da rischiare l'intervento dei Regi Carabinieri per mantenere l'ordine.

## I progetti di riforma

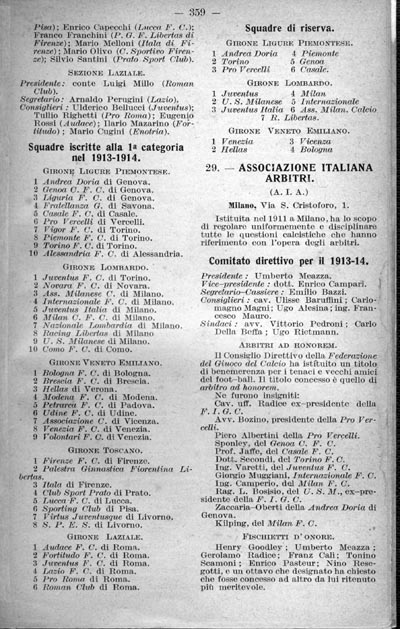
Elenco delle squadre iscritte alla Prima categoria 1913-14

All'Assemblea Federale del 24 agosto 1913 furono proposti due piani di riforma dei campionati: il progetto Minoli che proponeva l'allargamento di ogni girone eliminatorio da 6 a 8 squadre con l'aggregazione al girone ligure delle squadre piemontesi topograficamente più vicine alla Liguria, ossia tutte tranne il Novara, e il progetto Baraldi-Baruffini, che invece proponeva di allargare a 10 squadre ogni girone interregionale, con le piemontesi aggregati alle liguri e le toscane aggregate alle emiliane, ripescando per equità tutte le seconde classificate della Promozione. Tuttavia il problema di quest'ultimo progetto era che, unendo il Comitato Regionale Ligure a quello Piemontese, le squadre liguri, abbinate l'anno prima alle milanesi, avrebbero dovuto giocare nella stagione successiva con le piemontesi, saturando di fatto il girone subalpino, non lasciando spazio per il ripescaggio della Juventus. La soluzione arrivò dall'ingegner Umberto Malvano, ex giocatore ed ora arbitro e dirigente federale, e dal dirigente nerazzurro Francesco Mauro, fratello del Presidente del Comitato Regionale Lombardo della FIGC, avvocato Giovanni Mauro, che proposero di modificare il  progetto Baraldi-Baruffini inserendo Juventus e Novara nel girone meneghino.
I due progetti vennero quindi messi ai voti: il progetto Minoli, votato per primo, fu bocciato con 10 voti favorevoli, 28 contrari e 15 astenuti; fu quindi messo ai voti l'ordine del giorno Malvano-Baraldi, che venne infine approvato con 33 voti favorevoli, 7 contrari e 9 astenuti.
Di conseguenza il Novara fu ammesso al girone lombardo mentre la Juventus fu inserita in tale gruppo in ragione del posto libero sorto dalla fusione tra le squadre locali del Lambro e Unitas – che ottessero la promozione in Prima Categoria alla fine della stagione – nell'AC Milanese, che portò al ripescaggio del Racing Libertas, ultimo classificato del girone lombardo-ligure, mentre che, essendo state promosse in Prima Categoria troppe squadre lombarde (Nazionale Lombardia, Juventus Italia, l'AC Milanese e, d'ufficio, il Como), si decise di toglierne una, il Brescia, settimo nel campionato di Promozione 1912-13 ed elevato d'ufficio nella massima categoria, spostandolo nel raggruppamento veneto.

## L'ulteriore instabilità
Il progetto di riforma dei campionati, come tutti quelli di quell'epoca, portò più problemi di quanti ne risolse. I club furono ripescati, ma l'allargamento dei gironi eliminatori a dieci squadre li trasformò in una logorante lungaggine, con una totale sproporzione di forze che comportò un crollo di spettatori nelle molte partite scontate o inutili. Fu così che cominciò ad invocarsi una nuova riforma, e il sistema di retrocessioni, pur razionalizzato uniformando le finali della Promozione alla struttura della Prima Categoria, non venne ancora applicato.